# 天主教黎牙實比教區
天主教黎牙實比教區 （拉丁語：Dioecesis Legazpiensis）是菲律賓一個羅馬天主教教區，屬卡塞雷斯總教區。轄區包括阿爾拜省。
2006年有教友1,091,000人、45個堂區、137名司鐸。其座堂是大額我略座堂。現任主教為岳厄爾‧拜隆、榮休主教有若瑟‧索拉等二人，另有一位榮休輔理主教。
1951年6月29日升為教區。